# Majorette (showdans)

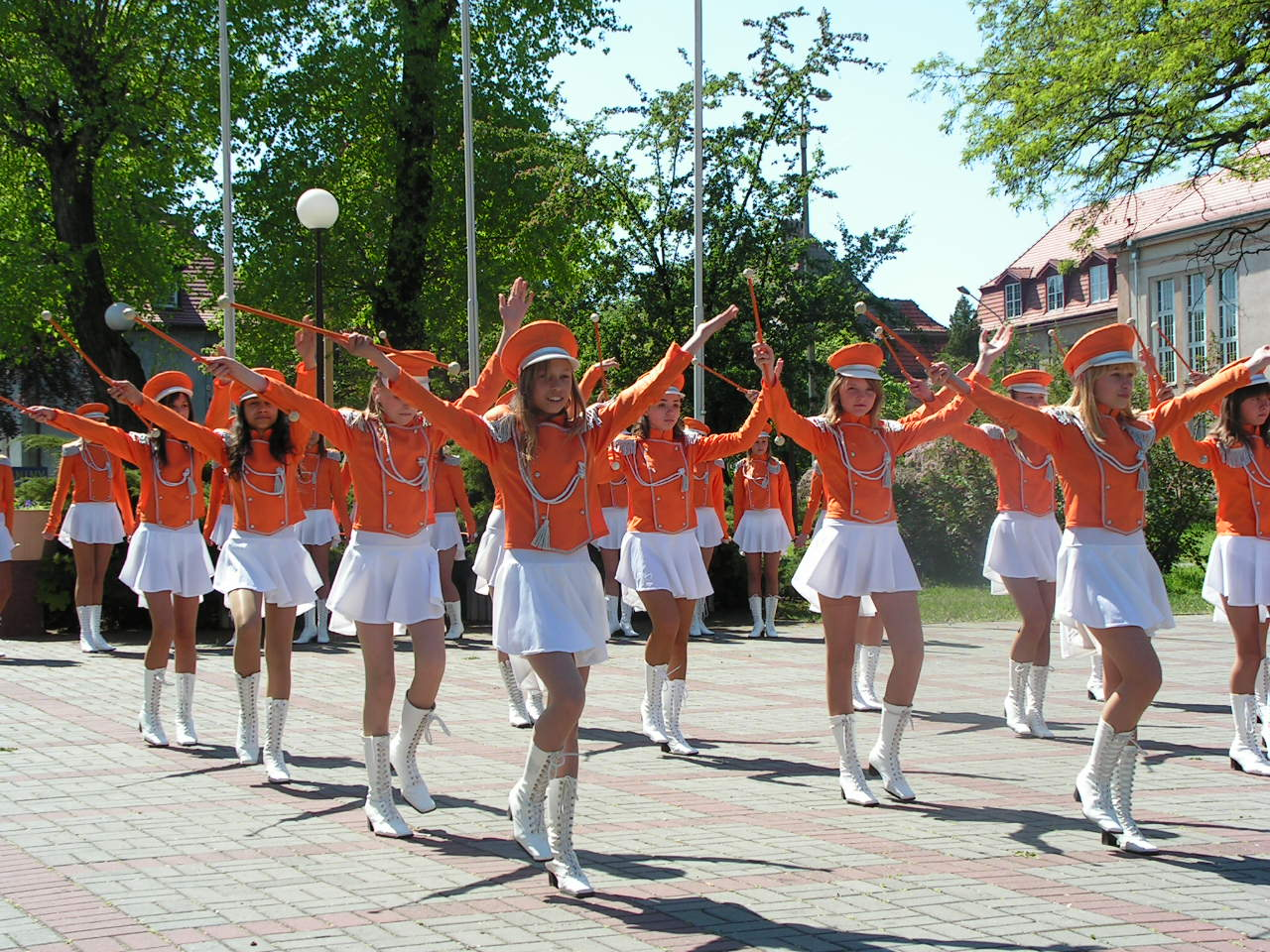

Majorette is een combinatie van showdans, exerceren, ballet en twirlen. Twirlen is het draaien met de baton (staf). Een beoefenaar van deze showsport wordt eveneens majorette genoemd.

## Beoefening
Een majorette is een persoon die geüniformeerd meeloopt in een majorettekorps, en die marcheert en danspassen maakt op de maat van de muziek van een begeleidend muziekkorps of een drumband, terwijl met een baton wordt gejongleerd. Een majorette kan ook iemand zijn (m/v) die op moderne muziek een dans met de baton laat zien aan een jury op een concours. De baton bestaat uit de tip (de kleine knop), de bal (de grote knop) en de shaft (het metalen middenstuk). De majorette kan ook andere attributen gebruiken, dan alleen de klassieke baton, zoals pompons, lichtbatons of vuurbatons.
Het uniform dat wordt gedragen bestaat veelal uit een jurkje of de combinatie van een bovenpakje en minirokje of petticoat, een panty, laarsjes en een hoofddeksel. Bij sommige korpsen bestaat het uniform uit een trainingspakachtige outfit en gymschoenen. Men ziet dat vooral bij zogenaamde twirlverenigingen, die zich op de grens bevinden van ballet, show en gymnastiek en die overwegend in zalen optreden. Het niveau van twirlers ligt over het algemeen een stuk hoger dan bij de majorettes. Tegenwoordig zijn er veel majorette-verenigingen die zowel op straat lopen, als shows laten zien op eigen gekozen muziek, in hoge sportzalen, waar de moeilijkste trucs worden gedaan.
Majorettes treden op bij shows, manifestaties en optochten. Er worden ook bijzondere wedstrijden voor majorettekorpsen georganiseerd, in hoge sportzalen. Sommige majorettes beginnen al zeer jong, al vanaf de leeftijd dat zij goed kunnen lopen. In de regel zijn zij niet ouder dan 25. De echte top-twirlers gaan vaak door tot hun 30ste.

## Wereldkampioenschappen
In april 2006 waren in Eindhoven de wereldkampioenschappen Baton Twirling en Majorette. Nederland behaalde daar acht gouden medailles en eindigde achter de Verenigde Staten als het beste land.

## Bijzondere verschijningsvormen
Bijzondere verschijningen van de majorette zijn:
- de cheerleader of cheergirl: meisjes die optreden ter aanmoediging van de spelers van sportwedstrijden, een gebruik in de Verenigde Staten dat ook in steeds meer andere landen wordt gezien;
- het Tanzmariechen: de majorette die in Duitsland optreedt bij carnavalszittingen, en die een uniform draagt dat komt uit de 18e eeuw; in Brabant, Limburg en Ter Apel wordt zij ook dansmarieke genoemd.